# 22810 Рават
22810 Рават (22810 Rawat) — астероїд головного поясу, відкритий 7 вересня 1999 року.
Тіссеранів параметр щодо Юпітера — 3,572.